# قرية عين الحصان الشمالية
عين الحصان الشمالية هي إحدى ثلاث قرى يطلق عليها اسم عين الحصان (وهي الشمالية والوسطى والجنوبية)
تقع هذه القرية ضمن حدود قضاء سنجار التابع لمحافظة نينوى في العراق . 